# Josef Kitzmüller
Josef Kitzmüller (* 21. Juni 1912; † 14. Mai 1979) war ein österreichischer Fußballspieler. Der Stürmer gewann mit der österreichischen Amateurauswahl bei den Olympischen Spielen 1936 in Berlin die Silbermedaille.

## Karriere
Josef Kitzmüller spielte beim SK Admira Linz in der oberösterreichischen Landesliga. Die Liga war damals auf Amateurbasis ausgerichtet und stand nicht mit der professionellen österreichischen Meisterschaft in Verbindung, die sich zur damaligen Zeit nur auf den Wiener Raum beschränkte. Mit den Admiranern stand der Stürmer im harten Konkurrenzkampf mit dem Linzer ASK und dem SV Urfahr Linz, konnte allerdings nie in der Meisterschaft reüssieren. Von Trainer Jimmy Hogan wurde er dennoch 1936 zu den Olympischen Spielen nach Berlin mitgenommen, obwohl er bis dahin noch kein Spiel für die österreichische Amateur-Nationalmannschaft bestritten hatte. Für Josef Kitzmüller waren die Spiele allerdings bereits nach dem Skandalspiel gegen Peru verletzungsbedingt zu Ende, er wurde durch Karl Kainberger ersetzt. Die österreichische Mannschaft erreichte dennoch das olympische Finale, welches 1:2 in der Verlängerung an Italien verloren ging.

## Erfolge
- Teilnahme bei den Olympischen Spielen 1936: Silbermedaille
- 2 Spiele für die österreichische Amateur-Nationalmannschaft 1936